# Giovanni Bonetti
Giovanni Bonetti (Bardolino, 21 gennaio 1947) è un ex calciatore italiano, di ruolo centrocampista.

## Carriera
Debutta in Serie B con la maglia del Messina nella stagione 1966-1967, e nella serie cadetta disputa due campionati per un totale di 53 presenze e 6 reti.
Con i giallorossi gioca per altre tre stagioni in Serie C prima di trasferirsi alla Pro Vasto e successivamente al Trapani, sempre nella terza serie.